# Piotr Mazur (kayakiste)
Piotr Mazur, né le 15 octobre 1991 est un kayakiste polonais pratiquant la course en ligne.

## Palmarès

### Championnats du monde
- 2019 à Szeged, Hongrie
  -  Médaille d'argent en K-2 200 m